# Campeonato Europeu de Atletismo em Pista Coberta de 2011
Campeonato Europeu de Atletismo em Pista Coberta de 2011 foi a 31ª edição do campeonato organizado pela Associação Europeia de Atletismo (AEA) em Paris, na França, entre 4 e 6 de março de 2011. Um total de 26 provas foi disputado no campeonato, no qual participaram 577 atletas de 46 nacionalidades. 

## Medalhistas
Masculino 
| Evento                      | Ouro                                                                  | Ouro    | Prata                                                                      | Prata   | Bronze                                                                    | Bronze  |
| 60 m detalhes               | Francis Obikwelu · Portugal                                           | 6.53    | Dwain Chambers · Grã-Bretanha                                              | 6.54    | Christophe Lemaitre · França                                              | 6.58    |
| 400 m detalhes              | Leslie Djhone · França                                                | 45.54   | Thomas Schneider · Alemanha                                                | 46.42   | Richard Buck · Grã-Bretanha                                               | 46.62   |
| 800 m detalhes              | Adam Kszczot · Polónia                                                | 1:47.87 | Marcin Lewandowski · Polónia                                               | 1:48.23 | Kevin López · Espanha                                                     | 1:48.35 |
| 1500 m detalhes             | Manuel Olmedo · Espanha                                               | 3:41.03 | Kemal Koyuncu · Turquia                                                    | 3:41.18 | Bartosz Nowicki · Polónia                                                 | 3:41.48 |
| 3000 m detalhes             | Mo Farah · Grã-Bretanha                                               | 7:53.00 | Hayle Ibrahimov · Azerbaijão                                               | 7:53.32 | Halil Akkas · Turquia                                                     | 7:54.19 |
| 60 m/c barreiras detalhes   | Petr Svoboda · Chéquia                                                | 7.49    | Garfield Darien · França                                                   | 7.56 =  | Adrien Deghelt · Bélgica                                                  | 7.57    |
| 4x400 m detalhes            | França · Marc Macedot · Leslie Djhone · Mamoudou Hanne · Yoan Décimus | 3:06.17 | Reino Unido · Nigel Levine · Nick Leavey · Richard Strachan · Richard Buck | 3:06.46 | Bélgica · Jonathan Borlée · Antoine Gillet · Nils Duerinck · Kevin Borlée | 3:06.57 |
| Salto em altura detalhes    | Ivan Ukhov · Rússia                                                   | 2.38 =  | Jaroslav Bába · Chéquia                                                    | 2.34    | Aleksandr Shustov · Rússia                                                | 2.34    |
| Salto com vara detalhes     | Renaud Lavillenie · França                                            | 6.03 ,  | Jérôme Clavier · França                                                    | 5.76    | Malte Mohr · Alemanha                                                     | 5.71    |
| Salto em distância detalhes | Sebastian Bayer · Alemanha                                            | 8.16    | Kafétien Gomis · França                                                    | 8.03    | Morten Jensen · Dinamarca                                                 | 8.00    |
| Salto triplo detalhes       | Teddy Tamgho · França                                                 | 17.92   | Fabrizio Donato · Itália                                                   | 17.73   | Marian Oprea · Roménia                                                    | 17.62   |
| Arremesso de peso detalhes  | Ralf Bartels · Alemanha                                               | 21.16   | David Storl · Alemanha                                                     | 20.75   | Maksim Sidorov · Rússia                                                   | 20.55   |
| Heptatlo detalhes           | Andrei Krauchanka · Bielorrússia                                      | 6282    | Nadir El Fassi · França                                                    | 6237    | Roman Šebrle · Chéquia                                                    | 6178    |

Feminino 
| Evento                      | Ouro                                                                            | Ouro    | Prata                                                                         | Prata    | Bronze                                                                      | Bronze  |
| 60 m detalhes               | Olesya Povh · Ucrânia                                                           | 7.13    | Mariya Ryemyen · Ucrânia                                                      | 7.15 =   | Ezinne Okparaebo · Noruega                                                  | 7.20    |
| 400 m detalhes              | Denisa Rosolová · Chéquia                                                       | 51.73   | Olesya Krasnomovets · Rússia                                                  | 51.80    | Kseniya Zadorina · Rússia                                                   | 52.03   |
| 800 m detalhes              | Jenny Meadows · Grã-Bretanha                                                    | 2:00.50 | Linda Marguet · França                                                        | 2:01.61  | Marilyn Okoro · Grã-Bretanha                                                | 2:02.46 |
| 1500 m detalhes             | Elena Arzhakova · Rússia                                                        | 4:13.78 | Nuria Fernández · Espanha                                                     | 4:14.04  | Yekaterina Martynova · Rússia                                               | 4:14.16 |
| 3000 m detalhes             | Helen Clitheroe · Grã-Bretanha                                                  | 8:56.66 | Lidia Chojecka · Polónia                                                      | 8:58.30  | Layes Abdullayeva · Azerbaijão                                              | 9:00.37 |
| 60 m/c barreiras detalhes   | Carolin Nytra · Alemanha                                                        | 7.80    | Tiffany Ofili · Grã-Bretanha                                                  | 7.80 , = | Christina Vukicevic · Noruega                                               | 7.83    |
| 4x400 m detalhes            | Rússia · Kseniya Zadorina · Kseniya Vdovina · Yelena Migunova · Olesya Forsheva | 3:29.34 | Reino Unido · Kelly Sotherton · Lee McConnell · Marilyn Okoro · Jenny Meadows | 3:31.36  | França · Muriel Hurtis-Houairi · Laetitia Denis · Marie Gayot · Floria Guei | 3:32.16 |
| Salto em altura detalhes    | Antonietta Di Martino · Itália                                                  | 2.01    | Ruth Beitia · Espanha                                                         | 1.96     | Ebba Jungmark · Suécia                                                      | 1.96    |
| Salto com vara detalhes     | Anna Rogowska · Polónia                                                         | 4.85    | Silke Spiegelburg · Alemanha                                                  | 4.75     | Kristina Gadschiew · Alemanha                                               | 4.65    |
| Salto em distância detalhes | Darya Klishina · Rússia                                                         | 6.80    | Naide Gomes · Portugal                                                        | 6.79     | Yuliya Pidluzhnaya · Rússia                                                 | 6.75    |
| Salto triplo detalhes       | Simona La Mantia · Itália                                                       | 14.60   | Olesya Zabara · Rússia                                                        | 14.45    | Dana Veldáková · Eslováquia                                                 | 14.39   |
| Arremesso de peso detalhes  | Anna Avdeyeva · Rússia                                                          | 18.70   | Christina Schwanitz · Alemanha                                                | 18.65    | Josephine Terlecki · Alemanha                                               | 18.09   |
| Pentatlo detalhes           | Antoinette Nana Djimou Ida · França                                             | 4723 ,  | Austra Skujyte · Lituânia                                                     | 4706     | Remona Fransen · Países Baixos                                              | 4665    |

## Quadro de medalhas
| Ordem | País          | Medalha de ouro | Medalha de prata | Medalha de bronze | Total |
| ----- | ------------- | --------------- | ---------------- | ----------------- | ----- |
| 1     | França        | 5               | 5                | 2                 | 12    |
| 2     | Rússia        | 5               | 2                | 5                 | 12    |
| 3     | Alemanha      | 3               | 4                | 3                 | 10    |
| 4     | Grã-Bretanha  | 3               | 4                | 2                 | 9     |
| 5     | Polónia       | 2               | 2                | 1                 | 5     |
| 6     | Chéquia       | 2               | 1                | 1                 | 4     |
| 7     | Itália        | 2               | 1                | 0                 | 3     |
| 8     | Espanha       | 1               | 2                | 1                 | 4     |
| 9     | Portugal      | 1               | 1                | 0                 | 2     |
| 9     | Ucrânia       | 1               | 1                | 0                 | 2     |
| 11    | Bielorrússia  | 1               | 0                | 0                 | 1     |
| 12    | Azerbaijão    | 0               | 1                | 1                 | 2     |
| 12    | Turquia       | 0               | 1                | 1                 | 2     |
| 14    | Lituânia      | 0               | 1                | 0                 | 1     |
| 15    | Bélgica       | 0               | 0                | 2                 | 2     |
| 15    | Noruega       | 0               | 0                | 2                 | 2     |
| 17    | Dinamarca     | 0               | 0                | 1                 | 1     |
| 17    | Países Baixos | 0               | 0                | 1                 | 1     |
| 17    | Roménia       | 0               | 0                | 1                 | 1     |
| 17    | Eslováquia    | 0               | 0                | 1                 | 1     |
| 17    | Suécia        | 0               | 0                | 1                 | 1     |
| Total | Total         | 26              | 26               | 26                | 78    |

Legenda
| Recorde mundial       | Recorde mundial (World record)               |                       | Recorde africano                      | Recorde africano (African) |                                           | Q | Classificado por posição (Qualified) |
| Recorde do campeonato | Recorde do campeonato (Championship record)  | Recorde da América    | Recorde da América (Americas)         | q                          | Classificado por melhor tempo (Qualified) |   |                                      |
| Melhor marca do ano   | Melhor marca do ano (World leading)          | Recorde asiático      | Recorde asiático (Asian)              | DNS                        | Não largou (Did not start)                |   |                                      |
| Recorde nacional      | Recorde nacional (National record)           | Recorde europeu       | Recorde europeu (European)            | DNF                        | Não terminou (Did not finish)             |   |                                      |
| Recorde pessoal       | Recorde pessoal do atleta (Personal best)    | Recorde da Oceania    | Recorde da Oceania (Oceania)          | DSQ / DQ                   | Desclassificado (Disqualified)            |   |                                      |
| Recorde da temporada  | Recorde da temporada do atleta (Season best) | Recorde sul-americano | Recorde sul-americano (South America) | NM                         | Sem marca (No mark)                       |   |                                      |